# Eddie Connachan
Edward „Eddie“ Devlin Connachan (* 27. August 1935 in Prestonpans; † 28. Januar 2021 in East London) war ein schottischer Fußballtorhüter.

## Karriere

### Verein
Eddie Connachan wurde im Jahr 1935 in der schottischen Ortschaft Prestonpans geboren. Seine Fußballkarriere begann er in den 1950er Jahren bei Dalkeith Thistle unweit von seinem Geburtsort gelegen. Daneben arbeitete er im Schichtbetrieb im Kohlebergwerk. Im Mai 1957 unterschrieb er einen Vertrag bei Dunfermline Athletic. Größter Erfolg im Trikot von Dunfermline war der Gewinn des schottischen Pokals im Finale des Jahres 1961 gegen Celtic Glasgow. Dunfermline erreichte zum ersten Mal in der Vereinsgeschichte das Finale und gewann dieses auch. Für den Verein absolvierte er in der Division One bis zum Jahr 1963 insgesamt 126 Ligaspiele. Weitere Einsätze folgten im Europapokal der Pokalsieger, bei dem er mit der Mannschaft in der Saison 1961/62 das Viertelfinale erreichte. Im August 1963 wechselte Connachan für eine Ablösesumme von 5.500 £ nach England zum Zweitligisten FC Middlesbrough. Während der laufenden Saison 1965/66, in der die Mannschaft am Ende absteigen sollte, wechselte der Torhüter zurück nach Schottland und unterschrieb beim FC Falkirk. Nach zwei Jahren in Falkirk wanderte er nach Südafrika aus und spielte für Port Elizabeth City, East London Celtic und East London United.

### Nationalmannschaft
Eddie Connachan absolvierte zwei Länderspiele für die schottische Fußballnationalmannschaft. Seinem Debüt am 29. November 1961 bei einer 2:4-Niederlage gegen die Tschechoslowakei folgte am 2. Mai 1962 bei einer 2:3-Niederlage im Hampden Park gegen Uruguay sein zweiter Auftritt.